# The Riddle: Woman
The Riddle: Woman é um filme de drama mudo produzido nos Estados Unidos e lançado em 1920.